# Алпєєва Анастасія Ігорівна
Анастасія Ігорівна Алпєєва (нар. 24 листопада 2001, Іваничі, Володимирський район, Волинська область, Україна) — українська борчиня вільного стилю, чемпіонка Європи, чемпіонка світу та Європи серед молоді.

## Спортивні результати на міжнародних змаганнях

### Виступи на чемпіонатах світу
| Змагання                        | Збірна  | Вагова категорія          | Місце |
| ------------------------------- | ------- | ------------------------- | ----- |
| Чемпіонат світу з боротьби 2022 | Україна | жіноча боротьба, до 72 кг | 12    |
| Чемпіонат світу з боротьби 2023 | Україна | жіноча боротьба, до 76 кг | 7     |
| Чемпіонат світу з боротьби 2024 | Україна | жіноча боротьба, до 72 кг | 8     |

### Виступи на чемпіонатах Європи
| Змагання                         | Збірна  | Вагова категорія          | Місце  |
| -------------------------------- | ------- | ------------------------- | ------ |
| Чемпіонат Європи з боротьби 2022 | Україна | жіноча боротьба, до 72 кг | 6      |
| Чемпіонат Європи з боротьби 2024 | Україна | жіноча боротьба, до 72 кг | 5      |
| Чемпіонат Європи з боротьби 2025 | Україна | жіноча боротьба, до 76 кг | Золото |

### Виступи на інших змаганнях
| Змагання                                                          | Збірна  | Вагова категорія          | Місце  |
| ----------------------------------------------------------------- | ------- | ------------------------- | ------ |
| Київський Міжнародний турнір з боротьби 2019                      | Україна | жіноча боротьба, до 72 кг | Бронза |
| Кубок України з боротьби 2020                                     | Україна | жіноча боротьба, до 72 кг | Срібло |
| Київський Міжнародний турнір з боротьби 2021                      | Україна | жіноча боротьба, до 72 кг | 4      |
| Чемпіонат України з боротьби 2022                                 | Україна | жіноча боротьба, до 72 кг | Золото |
| Турнір Маттео Пелліконе 2022                                      | Україна | жіноча боротьба, до 76 кг | Срібло |
| Відкритий чемпіонат Польщі з вільної боротьби 2022                | Україна | жіноча боротьба, до 76 кг | 7      |
| Чемпіонат України з боротьби 2023                                 | Україна | жіноча боротьба, до 76 кг | Золото |
| Турнір Каба Уулу Кодомкулу та Раатбека Санатбаєва з боротьби 2023 | Україна | жіноча боротьба, до 76 кг | 5      |
| Відкритий чемпіонат Загреба з боротьби 2024                       | Україна | жіноча боротьба, до 76 кг | 7      |
| Кубок Валамар 2025                                                | Україна | жіноча боротьба, до 72 кг | Золото |
| Турнір Мухамета Мало 2025                                         | Україна | жіноча боротьба, до 76 кг | Бронза |

### Виступи на змаганнях молодших вікових груп
| Змагання                                       | Збірна  | Вагова категорія          | Місце  |
| ---------------------------------------------- | ------- | ------------------------- | ------ |
| Чемпіонат Європи з боротьби серед кадетів 2018 | Україна | жіноча боротьба, до 69 кг | Бронза |
| Чемпіонат світу з боротьби серед кадетів 2018  | Україна | жіноча боротьба, до 69 кг | 7      |
| Чемпіонат Європи з боротьби серед юніорів 2019 | Україна | жіноча боротьба, до 72 кг | 5      |
| Чемпіонат світу з боротьби серед юніорів 2019  | Україна | жіноча боротьба, до 72 кг | Бронза |
| Чемпіонат світу з боротьби серед молоді 2019   | Україна | жіноча боротьба, до 72 кг | 9      |
| Чемпіонат Європи з боротьби серед молоді 2021  | Україна | жіноча боротьба, до 72 кг | 4      |
| Чемпіонат Європи з боротьби серед юніорів 2021 | Україна | жіноча боротьба, до 72 кг | Золото |
| Чемпіонат світу з боротьби серед молоді 2021   | Україна | жіноча боротьба, до 72 кг | Золото |
| Чемпіонат світу з боротьби серед молоді 2022   | Україна | жіноча боротьба, до 76 кг | Бронза |
| Чемпіонат Європи з боротьби серед молоді 2023  | Україна | жіноча боротьба, до 76 кг | Золото |
| Чемпіонат світу з боротьби серед молоді 2023   | Україна | жіноча боротьба, до 76 кг | Бронза |
| Чемпіонат світу з боротьби серед молоді 2024   | Україна | жіноча боротьба, до 72 кг | Бронза |